# Ufa (râu)

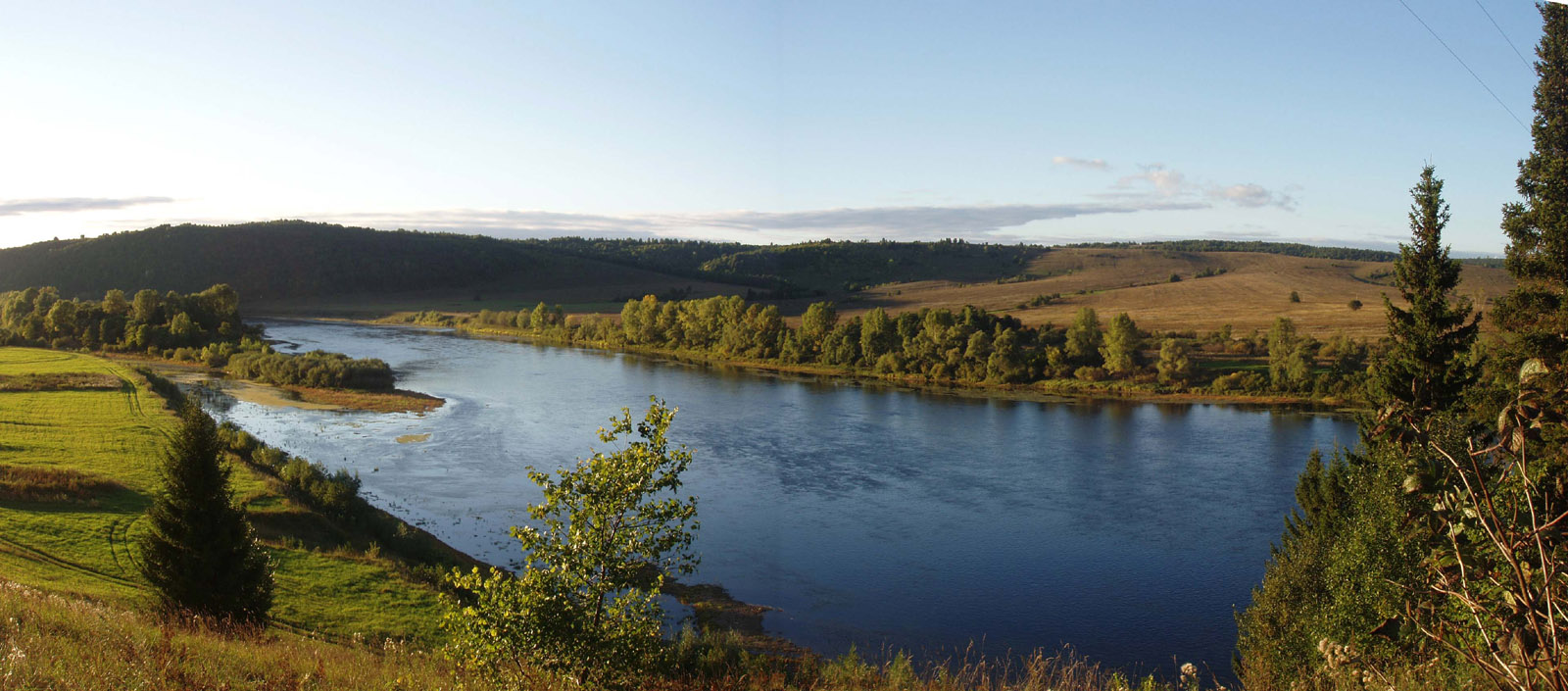
Râul Ufa

 Ufa (rusă Уфа) este un râu cu lungimea de 918 km, afluent al Belaia, el situat în Bașchiria. Râul are izvorul amplasat în regiunea centrală a munților Ural. La început cursul are direcția nord-vest, dar ulterior curge spre sud-vest, alimentează lacul de aumulare Pavlovsk și în apropiere de orașul Ufa se varsă în Belaia. Pe valea lui se află calea ferată trans-siberiană.